# Josée Salois
Josée Salois est une actrice québécoise.

## Télévision
- Les Hauts et les Bas de Sophie Paquin
- C.A. - Coucoune
- Les Bougon, c'est aussi ça la vie! - Femme/ comptoir
- Les Ex - Arianne
- Rumeurs - Marie-Ève
- 450, chemin du Golf - Stéphanie
- Virginie - Katou
- Choice - Nadine
- Hommes en quarantaine - Kelly
- Tribu.com - Sophia
- 3X Rien
- Le Dernier Chapitre - Nancy
- La Vie, la vie - Fille
- Le Collectionneur[Lequel ?] - Josianne
- Anecdotes - 2e rôle
- Court métrage - Rôle Principal
- 4 et demi... - Elizabeth Joly
- Paparazzi (4 épisodes) - Julie

## Autres apparitions
Elle apparait dans plusieurs publicités d'Activia.
Elle a été mannequin pour Bikini Village au début des années 1990.